# Digimon Story: Lost Evolution
Digimon Story: Lost Evolution (デジモンストーリー：エボリューションロスト) est un jeu vidéo de simulation de vie, développé et distribué par Namco Bandai, commercialisé en 2010 au Japon. Il s'agit du cinquième jeu vidéo de la franchise Digimon sur Nintendo DS. Le magazine Famitsu accueille le jeu avec une note de 30 sur 40

## Système de jeu
Dans Digimon Story: Lost Evolution, contrairement aux précédents jeux Digimon Story, le joueur peut choisir le sexe, masculin ou féminin, du personnage qu'il veut incarner. le nom par défaut attribué au garçon est Shuu, et celui de la fille est Kizuna. Dans le jeu, les digimon du digimonde ont inexplicablement perdu la capacité de se digivolver. En tant que dompteurs, les humains s'allient avec des digimon, tandis qu'un mystérieux groupe fait son apparition.

## Développement
Un décompte mystère est présenté sur le site officiel de Namco Bandai fin 2009 ; la fin du décompte annonce la sortie prochaine, en 2010, d'un nouveau jeu vidéo dérivé de la franchise Digimon sur Nintendo DS,,. Une bande-annonce est également msie en ligne pour sa promotion. Au début de 2010, la sortie officielle est annoncée pour le 1er juillet 2010, et Namco précise qu'il s'agit d'une suite au jeu Digimon Story sorti en 2006 sur la même console.